# Number 1 to Infinity
#1 to Infinity là album tuyển tập thứ ba của ca sĩ người Mỹ Mariah Carey, phát hành ngày 18 tháng 5 năm 2015 bởi Columbia Records, Epic Records và Legacy Recordings. Đây là phiên bản nâng cấp từ album tuyển tập đầu tiên của Carey #1's (1998), với sự bổ sung những đĩa đơn quán quân mới. Phiên bản tại Bắc Mỹ của đĩa nhạc gồm 18 đĩa đơn số một lúc bấy giờ của nữ ca sĩ trên bảng xếp hạng Billboard Hot 100, thành tích cao nhất đối với một nghệ sĩ hát đơn, trong khi phiên bản quốc tế loại trừ một số đĩa đơn quán quân tại Hoa Kỳ và thay thế bằng những tác phẩm đạt vị trí số một ở những thị trường khác. #1 to Infinity là album đầu tiên của Carey kể từ khi rời khỏi Def Jam Recordings, và là đĩa nhạc đầu tiên của cô sau khi ký hợp đồng thu âm với Epic Records vào tháng 1 năm 2015, một công ty con của Sony Music. 
Sau khi phát hành, #1 to Infinity nhận được những phản ứng tích cực từ các nhà phê bình âm nhạc, trong đó họ coi đây như một lời nhắc nhở về những thành tựu đáng kinh ngạc trong sự nghiệp của Carey. Album cũng tiếp nhận những thành công tương đối về mặt thương mại, lọt vào top 10 trên các bảng xếp hạng tại Hàn Quốc và Vương quốc Anh, đồng thời lọt vào top 40 ở hầu hết những thị trường khác. Tại Hoa Kỳ, đĩa nhạc ra mắt ở vị trí thứ 29 trên bảng xếp hạng Billboard 200 với 15,000 bàn, trở thành album thứ 20 của Carey lọt vào bảng xếp hạng. Ngoài ra, #1 to Infinity cũng đạt vị trí thứ hai trên bảng xếp hạng Top R&B/Hip-Hop Albums và Top R&B Albums. Tính đến tháng 11 năm 2018, album đã bán được 86,000 bản tại Hoa Kỳ, trở thành một trong những đĩa nhạc có doanh số thấp nhất của nữ ca sĩ tại đây.
"Infinity", bản thu âm mới duy nhất từ #1 to Infinity, được phát hành dưới dạng đĩa đơn của album vào ngày 27 tháng 4 năm 2015. Đĩa đơn được giới chuyên môn đánh giá cao, với nhiều lời khen ngợi cho chất giọng của Carey và cách viết lời hài hước của cô. "Infinity" đạt vị trí thứ 82 trên bảng xếp hạng Billboard Hot 100, trở thành tác phẩm thứ 47 của cô lọt vào bảng xếp hạng kể từ khi ra mắt vào năm 1990. Để quảng bá album, Carey thông báo rằng cô đã ký hợp đồng cư trú để trình diễn chuỗi hòa nhạc tại The Colosseum thuộc khách sạn Caesars Palace ở Las Vegas vào tháng 5 và tháng 7 năm 2015 (sau đó được gia hạn đến năm 2016 và 2017) với tên gọi #1 to Infinity, trong đó nữ ca sĩ thể hiện tất cả những đĩa đơn quán quân của cô. Ngoài ra, Carey cũng trình diễn trên một số chương trình truyền hình, như Giải thưởng âm nhạc Billboard năm 2015, Jimmy Kimmel Live! và Live! with Kelly and Michael.

## Danh sách bài hát
| #1 to Infinity – Phiên bản tại Bắc Mỹ | #1 to Infinity – Phiên bản tại Bắc Mỹ                             | #1 to Infinity – Phiên bản tại Bắc Mỹ                                                                                 | #1 to Infinity – Phiên bản tại Bắc Mỹ                   | #1 to Infinity – Phiên bản tại Bắc Mỹ |
| STT                                   | Nhan đề                                                           | Sáng tác | Album gốc                                               | Thời lượng                            |
| ------------------------------------- | ----------------------------------------------------------------- | --- | ------------------------------------------------------- | ------------------------------------- |
| 1.                                    | "Vision of Love"                                                  | Mariah Carey Ben Margulies                                                                                            | Mariah Carey (1990)                                     | 3:29                                  |
| 2.                                    | "Love Takes Time"                                                 | Carey Margulies | Mariah Carey                                            | 3:49                                  |
| 3.                                    | "Someday" (phiên bản MTV Unplugged)                               | Carey Margulies | Mariah Carey and MTV Unplugged (1992)                   | 4:08                                  |
| 4.                                    | "I Don't Wanna Cry"                                               | Carey Narada Michael Walden                                                                                           | Mariah Carey                                            | 4:48                                  |
| 5.                                    | "Emotions"                                                        | Carey David Cole Robert Clivillés                                                                                     | Emotions (1991)                                         | 4:08                                  |
| 6.                                    | "I'll Be There" (hợp tác với Trey Lorenz)                         | Berry Gordy Bob West Hal Davis Willie Hutch                                                                           | MTV Unplugged (1992)                                    | 4:24                                  |
| 7.                                    | "Dreamlover"                                                      | Carey Dave Hall | Music Box (1993)                                        | 3:53                                  |
| 8.                                    | "Hero"                                                            | Carey Walter Afanasieff                                                                                               | Music Box                                               | 4:17                                  |
| 9.                                    | "Fantasy (Bad Boy Fantasy Remix)" (hợp tác với Ol' Dirty Bastard) | Carey Hall Chris Frantz Tina Weymouth Adrian Belew Steven Stanley                                                     | Daydream (1995)                                         | 4:53                                  |
| 10.                                   | "One Sweet Day" (với Boyz II Men)                                 | Carey Afanasieff Michael McCary Nathan Morris Wanya Morris Shawn Stockman                                             | Daydream                                                | 4:41                                  |
| 11.                                   | "Always Be My Baby"                                               | Carey Jermaine Dupri Manuel Seal Jr.                                                                                  | Daydream                                                | 4:18                                  |
| 12.                                   | "Honey"                                                           | Carey Combs Kamaal Fareed Steven Jordan Stephen Hague Bobby Robinson Larry Price Malcolm McLaren                      | Butterfly (1997)                                        | 4:59                                  |
| 13.                                   | "My All"                                                          | Carey Afanasieff | Butterfly                                               | 3:51                                  |
| 14.                                   | "Heartbreaker" (hợp tác với Jay-Z)                                | Carey Walden Shawn Carter Shirley Ellis Lincoln Chase Jeffrey Cohen                                                   | Rainbow (1999)                                          | 4:46                                  |
| 15.                                   | "Thank God I Found You" (hợp tác với Joe và 98 Degrees)           | Carey James Harris III Terry Lewis                                                                                    | Rainbow                                                 | 4:17                                  |
| 16.                                   | "We Belong Together"                                              | Carey Dupri Seal Johntá Austin Darnell Bristol Kenneth Edmonds Sidney DeWayne Bobby Womack Patrick Moten Sandra Sully | The Emancipation of Mimi (2005)                         | 3:22                                  |
| 17.                                   | "Don't Forget About Us"                                           | Carey Dupri Austin Bryan-Michael Cox                                                                                  | The Emancipation of Mimi: Ultra Platinum Edition (2005) | 3:53                                  |
| 18.                                   | "Touch My Body"                                                   | Carey Crystal Johnson Christopher "Tricky" Stewart Terius "The-Dream" Nash                                            | E=MC² (2008)                                            | 3:27                                  |
| 19.                                   | "Infinity"                                                        | Carey Eric Hudson Priscilla Renea Taylor Parks Ilsey Juber                                                            | Chưa từng phát hành                                     | 3:58                                  |
| Tổng thời lượng:                      | Tổng thời lượng:                                                  | Tổng thời lượng: | Tổng thời lượng:                                        | 79:39                                 |

| #1 to Infinity – Phiên bản tại Nhật Bản | #1 to Infinity – Phiên bản tại Nhật Bản | #1 to Infinity – Phiên bản tại Nhật Bản                            | #1 to Infinity – Phiên bản tại Nhật Bản                 | #1 to Infinity – Phiên bản tại Nhật Bản |
| STT                                     | Nhan đề                                 | Sáng tác                                                           | Sản xuất                                                | Thời lượng                              |
| --------------------------------------- | --------------------------------------- | ------------------------------------------------------------------ | ------------------------------------------------------- | --------------------------------------- |
| 15.                                     | "We Belong Together"                    | Carey Dupri Seal Austin Bristol Edmonds DeWayne Womack Moten Sully | The Emancipation of Mimi (2005)                         | 3:22                                    |
| 16.                                     | "Don't Forget About Us"                 | Carey Dupri Austin Cox                                             | The Emancipation of Mimi: Ultra Platinum Edition (2005) | 3:53                                    |
| 17.                                     | "Touch My Body"                         | Carey Johnson Stewart Nash                                         | E=MC² (2008)                                            | 3:27                                    |
| 18.                                     | "All I Want for Christmas Is You"       | Carey Afanasieff                                                   | Merry Christmas (1994)                                  | 4:01                                    |
| 19.                                     | "Infinity"                              | Carey Hudson Renea Parks Juber                                     | Chưa từng phát hành                                     | 3:58                                    |
| Tổng thời lượng:                        | Tổng thời lượng:                        | Tổng thời lượng:                                                   | Tổng thời lượng:                                        | 79:23                                   |

| #1 to Infinity – Phiên bản quốc tế | #1 to Infinity – Phiên bản quốc tế                                | #1 to Infinity – Phiên bản quốc tế                                 | #1 to Infinity – Phiên bản quốc tế                      | #1 to Infinity – Phiên bản quốc tế |
| STT                                | Nhan đề                                                           | Sáng tác                                                           | Sản xuất                                                | Thời lượng                         |
| ---------------------------------- | ----------------------------------------------------------------- | ------------------------------------------------------------------ | ------------------------------------------------------- | ---------------------------------- |
| 1.                                 | "Vision of Love"                                                  | Carey Margulies                                                    | Mariah Carey (1990)                                     | 3:29                               |
| 2.                                 | "Love Takes Time"                                                 | Carey Margulies                                                    | Mariah Carey                                            | 3:49                               |
| 3.                                 | "Emotions"                                                        | Carey Cole Clivillés                                               | Emotions (1991)                                         | 4:08                               |
| 4.                                 | "I'll Be There" (hợp tác với Trey Lorenz)                         | Gordy West Davis Hutch                                             | MTV Unplugged (1992)                                    | 4:24                               |
| 5.                                 | "Dreamlover"                                                      | Carey Hall                                                         | Music Box (1993)                                        | 3:53                               |
| 6.                                 | "Hero"                                                            | Carey Afanasieff                                                   | Music Box                                               | 4:17                               |
| 7.                                 | "Without You"                                                     | Pete Ham Tom Evans                                                 | Music Box                                               | 3:36                               |
| 8.                                 | "Endless Love" (với Luther Vandross)                              | Lionel Richie                                                      | Songs (1994)                                            | 4:20                               |
| 9.                                 | "Fantasy (Bad Boy Fantasy Remix)" (hợp tác với Ol' Dirty Bastard) | Carey Hall Frantz Weymouth Belew Stanley                           | Daydream (1995)                                         | 4:53                               |
| 10.                                | "One Sweet Day" (với Boyz II Men)                                 | Carey Afanasieff McCary Morris Morris Stockman                     | Daydream                                                | 4:41                               |
| 11.                                | "Always Be My Baby"                                               | Carey Dupri Seal                                                   | Daydream                                                | 4:18                               |
| 12.                                | "Honey"                                                           | Carey Combs Fareed Jordan Hague Robinson Price McLaren             | Butterfly (1997)                                        | 4:59                               |
| 13.                                | "My All"                                                          | Carey Afanasieff                                                   | Butterfly                                               | 3:51                               |
| 14.                                | "Heartbreaker" (hợp tác với Jay-Z)                                | Carey Walden Carter Ellis Chase Cohen                              | Rainbow (1999)                                          | 4:46                               |
| 15.                                | "Against All Odds" (hợp tác với Westlife)                         | Phil Collins                                                       | Rainbow và Coast to Coast (2000)                        | 3:21                               |
| 16.                                | "We Belong Together"                                              | Carey Dupri Seal Austin Bristol Edmonds DeWayne Womack Moten Sully | The Emancipation of Mimi (2005)                         | 3:22                               |
| 17.                                | "Don't Forget About Us"                                           | Carey Dupri Austin Cox                                             | The Emancipation of Mimi: Ultra Platinum Edition (2005) | 3:53                               |
| 18.                                | "Touch My Body"                                                   | Carey Johnson Stewart Nash                                         | E=MC² (2008)                                            | 3:27                               |
| 19.                                | "Infinity"                                                        | Carey Hudson Renea Parks Juber                                     | Chưa từng phát hành                                     | 3:58                               |
| Tổng thời lượng:                   | Tổng thời lượng:                                                  | Tổng thời lượng:                                                   | Tổng thời lượng:                                        | 77:26                              |

Ghi chú
- "Someday" sử dụng bản thu trực tiếp từ MTV Unplugged, thay thế cho bản gốc
- "I'll Be There" hợp tác với Trey Lorenz là một bản hát lại, ban đầu được thể hiện bởi The Jackson 5
- "Without You" là một bản hát lại, ban đầu được thể hiện bởi Badfinger
- "Endless Love" với Luther Vandross là một bản hát lại, ban đầu được thể hiện bởi Lionel Richie và Diana Ross
- "Against All Odds" hợp tác với Westlife là một bản hát lại, ban đầu được thể hiện bởi Phil Collins

Ghi chú nhạc mẫu
- "Fantasy"(Bad Boy Fantasy Remix) bao gồm đoạn nhạc mẫu "Genius of Love" của Tom Tom Club, sáng tác bởi Chris Frantz, Tina Weymouth, Adrian Belew và Steven Stanley
- "Honey" bao gồm đoạn nhạc mẫu "Hey DJ" của The World's Famous Supreme Team, sáng tác bởi Stephen Hague, và "The Body Rock" của Treacherous Three, sáng tác bởi Bobby Robinson, Larry Price và Malcolm McLaren
- "Heartbreaker" bao gồm đoạn nhạc mẫu "Attack of the Name Game" của Stacy Lattisaw, sáng tác bởi Shirley Ellis và Lincoln Chase
- "We Belong Together" bao gồm đoạn nhạc mẫu "If You Think You're Lonely Now" của Bobby Womack, sáng tác bởi Bobby Womack, Patrick Moten và Sandra Sully, và "Two Occasions" của The Deele, sáng tác bởi Darnell Bristol và Kenneth Edmonds

## Xếp hạng
| Bảng xếp hạng (2015)                     | Vị trí cao nhất |
| ---------------------------------------- | --------------- |
| Album Úc (ARIA)                          | 18              |
| Album Úc Urban (ARIA)                    | 2               |
| Album Bỉ (Ultratop Vlaanderen)           | 57              |
| Album Bỉ (Ultratop Wallonie)             | 56              |
| Album Hà Lan (Album Top 100)             | 44              |
| Album Pháp (SNEP)                        | 132             |
| Album Hy Lạp (IFPI)                      | 12              |
| Album Hungaria (MAHASZ)                  | 32              |
| Album Ireland (IRMA)                     | 52              |
| Album Ý (FIMI)                           | 29              |
| Album Nhật Bản (Oricon)                  | 19              |
| Album New Zealand (RMNZ)                 | 25              |
| Album Scotland (OCC)                     | 21              |
| Album Hàn Quốc (Circle)                  | 7               |
| Album Hàn Quốc Quốc tế (Circle)          | 1               |
| Album Tây Ban Nha (PROMUSICAE)           | 21              |
| Album Thụy Sĩ (Schweizer Hitparade)      | 49              |
| Album Anh Quốc (OCC)                     | 8               |
| Album Anh Quốc R&B (OCC)                 | 1               |
| Album Hoa Kỳ Billboard 200               | 29              |
| Album Hoa Kỳ Top R&B/Hip-Hop (Billboard) | 2               |

| Bảng xếp hạng (2015)                      | Vị trí |
| ----------------------------------------- | ------ |
| Album Quốc tế Hàn Quốc (Circle)           | 31     |
| Hoa Kỳ Top R&B/Hip-Hop Albums (Billboard) | 82     |
| Bảng xếp hạng (2019)                      | Vị trí |
| Album Úc Urban (ARIA)                     | 99     |
| Bảng xếp hạng (2020)                      | Vị trí |
| Album Úc Urban (ARIA)                     | 81     |

## Chứng nhận
| Quốc gia                                                    | Chứng nhận | Số đơn vị/doanh số chứng nhận |
| ----------------------------------------------------------- | ---------- | ----------------------------- |
| Anh Quốc (BPI)                                              | Vàng       | 100.000‡                      |
| ‡ Chứng nhận dựa theo doanh số tiêu thụ và phát trực tuyến. |            |                               |